# Franz Clemens Schiffer
Franz Clemens Schiffer (* 23. November 1896; † 21. November 1940) war ein deutscher Offizier, Landrat und Oberbürgermeister.

## Leben
Schiffer diente im Ersten Weltkrieg. Anschließend arbeitete er im preußischen Innenministerium und erreichte den Rang eines Oberregierungsrats. Er wurde 1927 Mitglied der NSDAP. Zwischenzeitlich verließ er die Partei und trat 1932 erneut ein. 1935 war er Inspekteur der NSDAP im Gau Pommern. Er war zudem Mitglied der Sturmabteilung (SA). Ab dem 1. Februar 1938 bis zum 21. November 1940 amtierte Schiffer als Landrat des Kreises Züllichau-Schwiebus. 1939 wurde er zur Luftwaffe eingezogen und diente als Hauptmann in der 5. Staffel des Kampfgeschwaders 2 als Flieger. Während des Überfalls auf Polen verletzte er sich am 3. September bei einer Notlandung mit seiner Dornier Do 17Z (Geschwaderkennung U5+IN) nahe Mlawa. Anschließend wirkte er als Stadt- und Landkommissar in Przemyśl.
Seit dem 1. Dezember 1939 bis zum 21. Mai 1940 wurde Schiffer als Stadtkommissar bzw. als Oberbürgermeister der Stadt Lodsch/Litzmannstadt (polnisch Łódź) eingesetzt.
Am 21. November 1940 ist er während der Luftschlacht um England mit seiner Heinkel He 111H-3 (Geschwaderkennung A1+GP) der 6. Staffel des Kampfgeschwaders 53 aus unbekannten Gründen in den Ärmelkanal gestürzt und gefallen.